# Tournoi de clôture du championnat du Panama de football 2008
Navigation
Saison précédente Saison suivante
Le Tournoi Clausura 2008 II est le quatrième tournoi saisonnier disputé au Panama.
C'est cependant la 23e fois que le titre de champion du Panama est remis en jeu.
Lors de ce tournoi, le San Francisco FC a tenté de conserver son titre de champion du Panama face aux neuf meilleurs clubs panaméens.
Chacun des dix clubs participant était confronté deux fois aux neuf autres équipes. Puis les quatre meilleurs se sont affrontés lors d'une phase finale à la fin du tournoi.
Seulement une place était qualificative pour la Ligue des champions de la CONCACAF.

## Les 10 clubs participants
| \| Panama City : Alianza FC Chorrillo FC CD Plaza Amador Tauro FC Panama City Deportivo Árabe Unido Chepo FC Atlético Chiriquí Panama City San Francisco FC Sporting San Miguelito Panama City Atlético Veragüense \| Localisation des clubs. |
| Panama City : Alianza FC Chorrillo FC CD Plaza Amador Tauro FC Panama City Deportivo Árabe Unido Chepo FC Atlético Chiriquí Panama City San Francisco FC Sporting San Miguelito Panama City Atlético Veragüense                               |

| Club                     | Stade                              | Capacité          | Ville                |
| Alianza FC               | Stade Camping Resort               | 1 500             | Panama City          |
| Deportivo Árabe Unido    | Stade Armando Dely Valdes          | 4 000             | Colón                |
| Chepo FC                 | Stade Bernardo Gil                 | 300               | Chepo                |
| Atlético Chiriquí        | Stade Glorias Deportivas Barüenses | Capacité inconnue | David                |
| Chorrillo FC             | Stade Municipal de Balboa          | 2 000             | Panama City          |
| CD Plaza Amador          | Stade Bernardo Gil                 | 300               | Panama City          |
| San Francisco FC         | Stade Virgilio Tejeira (en)        | Capacité inconnue | La Chorrera          |
| Sporting San Miguelito   | Stade Bernardo Gil                 | 300               | San Miguelito        |
| Tauro FC                 | Camp Giancarlo Gronchi             | Capacité inconnue | Panama City          |
| Atlético Veragüense (en) | Stade Virgilio Tejeira (en)        | Capacité inconnue | Santiago de Veraguas |

## Compétition
Le tournoi Clausura se déroule de la même façon que le tournoi saisonnier précédent, en deux phases :
- La phase de qualification : les dix-huit journées de championnat.
- La phase finale : les matchs aller-retour allant des demi-finales à la finale.

### Phase de qualification
Lors de la phase de qualification les dix équipes affrontent à deux reprises les neuf autres équipes selon un calendrier tiré aléatoirement.
Les quatre meilleures équipes sont qualifiées pour les demi-finales.
Le classement est établi sur le barème de points classique (victoire à 3 points, match nul à 1, défaite à 0).
Le départage final se fait selon les critères suivants :
- Le nombre de points.
- Le nombre de points particulier.
- La différence de buts particulière.
- La différence de buts générale.
- Le nombre de buts marqué.

#### Classement
| Rang | Équipe                   | Pts | J  | G  | N | P  | Bp | Bc | Diff |
| ---- | ------------------------ | --- | -- | -- | - | -- | -- | -- | ---- |
| 1    | Deportivo Árabe Unido    | 37  | 18 | 11 | 4 | 3  | 39 | 17 | +22  |
| 2    | Tauro FC                 | 33  | 18 | 9  | 6 | 3  | 33 | 23 | +10  |
| 3    | San Francisco FC (T)     | 31  | 18 | 9  | 4 | 5  | 35 | 27 | +8   |
| 4    | Chepo FC                 | 29  | 18 | 8  | 5 | 5  | 31 | 19 | +12  |
| 5    | Atlético Veragüense (en) | 27  | 18 | 7  | 6 | 5  | 25 | 21 | +4   |
| 6    | Sporting San Miguelito   | 23  | 18 | 5  | 8 | 5  | 26 | 24 | +2   |
| 7    | Alianza FC               | 21  | 18 | 6  | 3 | 9  | 20 | 24 | -4   |
| 8    | Atlético Chiriquí        | 19  | 18 | 5  | 4 | 9  | 19 | 42 | -23  |
| 9    | Chorrillo FC             | 18  | 18 | 4  | 6 | 8  | 18 | 26 | -8   |
| 10   | CD Plaza Amador          | 8   | 18 | 2  | 2 | 14 | 9  | 31 | -22  |

| Légende : Qualifications et relégations | Légende : Qualifications et relégations |
| --------------------------------------- | --------------------------------------- |
|                                         | Qualifié pour les demi-finales          |
|                                         | (T) : Tenant du titre                   |

#### Matchs
| Résultats (▼dom., ►ext.)                                   | Ali | Ára | Chi | Ver | Che | Cho | Pla | San | Spo | Tau |
| Alianza FC                                                 |     | 1-3 | 1-2 | 2-2 | 0-1 | 1-0 | 3-0 | 1-4 | 3-1 | 2-0 |
| Deportivo Árabe Unido                                      | 2-1 |     | 7-0 | 4-1 | 0-1 | 1-1 | 5-1 | 3-0 | 1-1 | 3-1 |
| Atlético Chiriquí                                          | 0-2 | 1-3 |     | 2-1 | 1-1 | 2-2 | 1-0 | 1-2 | 1-2 | 1-1 |
| Atlético Veragüense (en)                                   | 1-0 | 3-0 | 3-0 |     | 1-0 | 1-3 | 3-0 | 1-0 | 1-1 | 2-3 |
| Chepo FC                                                   | 1-1 | 1-2 | 4-0 | 1-2 |     | 2-0 | 3-0 | 1-1 | 2-0 | 4-1 |
| Chorrillo FC                                               | 0-0 | 1-2 | 1-1 | 1-1 | 3-2 |     | 1-0 | 2-3 | 1-5 | 0-2 |
| CD Plaza Amador                                            | 3-0 | 0-2 | 0-1 | 0-0 | 2-1 | 0-1 |     | 0-2 | 0-3 | 0-1 |
| San Francisco FC                                           | 1-2 | 0-0 | 5-1 | 3-1 | 3-3 | 1-0 | 2-1 |     | 1-1 | 3-4 |
| Sporting San Miguelito                                     | 2-0 | 1-1 | 2-4 | 0-0 | 1-2 | 2-1 | 0-0 | 1-3 |     | 2-2 |
| Tauro FC                                                   | 1-0 | 2-0 | 5-0 | 1-1 | 1-1 | 0-0 | 3-2 | 4-1 | 1-1 |     |
| - Victoire à domicile - Match nul - Victoire à l'extérieur |     |     |     |     |     |     |     |     |     |     |

### Classement cumulatif
| Rang | Équipe                    | Pts | J  | G  | N  | P  | Bp | Bc | Diff |
| ---- | ------------------------- | --- | -- | -- | -- | -- | -- | -- | ---- |
| 1    | Deportivo Árabe Unido (C) | 57  | 31 | 17 | 6  | 8  | 54 | 31 | +23  |
| 2    | Tauro FC                  | 56  | 31 | 16 | 8  | 7  | 54 | 41 | +13  |
| 3    | San Francisco FC (C)      | 52  | 31 | 14 | 10 | 7  | 54 | 42 | +12  |
| 4    | Chepo FC                  | 49  | 31 | 13 | 10 | 8  | 50 | 31 | +19  |
| 5    | Sporting San Miguelito    | 43  | 31 | 11 | 10 | 10 | 44 | 40 | +4   |
| 6    | Atlético Veragüense (en)  | 38  | 31 | 9  | 11 | 11 | 40 | 49 | -9   |
| 7    | Chorrillo FC              | 34  | 31 | 7  | 13 | 11 | 32 | 39 | -7   |
| 8    | Atlético Chiriquí         | 34  | 31 | 9  | 7  | 15 | 33 | 64 | -31  |
| 9    | Alianza FC                | 31  | 31 | 9  | 4  | 18 | 45 | 51 | -6   |
| 10   | CD Plaza Amador           | 27  | 31 | 6  | 9  | 16 | 22 | 40 | -18  |

| Légende : Qualifications et relégations | Légende : Qualifications et relégations                          |
| --------------------------------------- | ---------------------------------------------------------------- |
|                                         | Ligue des champions de la CONCACAF 2010-2011 (Tour préliminaire) |
|                                         | Qualifié pour le barrage de relégation en Primera A              |
|                                         | (C) : Vainqueur d'un des deux tournois de l'année                |

### Barrage de relégation
| Club            | Aller | Retour | Club              | Commentaire |
| CD Plaza Amador | 2-2   | 1-0    | Río Abajo FC (en) |             |

### La phase finale
Les quatre équipes qualifiées sont réparties dans le tableau final d'après leur classement général.
En cas d'égalité sur la somme des deux matchs, c'est l'équipe ayant marqué le plus de buts à extérieur qui l'emporte puis une prolongation et une séance de tirs au but ont éventuellement lieu.

#### Tableau
|  | 1/2 finale            | 1/2 finale            | 1/2 finale | 1/2 finale | 1/2 finale | 1/2 finale            |                       |     | Finale | Finale | Finale | Finale | Finale |  |
|  |                       |                       |            |            |            |                       |                       |     |        |        |        |        |        |  |
|  |                       |                       |            |            |            |                       |                       |     |        |        |        |        |        |  |
|  |                       |                       |            |            |            |                       |                       |     |        |        |        |        |        |  |
|  | Deportivo Árabe Unido | Deportivo Árabe Unido | (1)        | 4          | 3          |                       |                       |     |        |        |        |        |        |  |
|  | Deportivo Árabe Unido | Deportivo Árabe Unido | (1)        | 4          | 3          |                       |                       |     |        |        |        |        |        |  |
|  | Chepo FC              | Chepo FC              | (4)        | 5          | 0          |                       |                       |     |        |        |        |        |        |  |
|  | Chepo FC              | Chepo FC              | (4)        | 5          | 0          | Deportivo Árabe Unido | Deportivo Árabe Unido | (1) | 2      | 1      |        |        |        |  |
|  |                       |                       |            |            |            |                       | Deportivo Árabe Unido | (1) | 2      | 1      |        |        |        |  |
|  |                       | Tauro FC              | Tauro FC   | (2)        | 2          | 0                     |                       |     |        |        |        |        |        |  |
|  | Tauro FC              | Tauro FC              | Tauro FC   | (2)        | 2          | 0                     | (2)                   | 1   | 0      | 0(4)   |        |        |        |  |
|  | Tauro FC              | Tauro FC              |            |            |            |                       | (2)                   | 1   | 0      | 0(4)   |        |        |        |  |
|  | San Francisco FC      | San Francisco FC      | (3)        | 0          | 1          | 0(2)                  |                       |     |        |        |        |        |        |  |
|  | San Francisco FC      | San Francisco FC      | (3)        | 0          | 1          | 0(2)                  |                       |     |        |        |        |        |        |  |

#### Demi-finales
| Club                  | Aller | Retour | Club             | Commentaire       |
| Deportivo Árabe Unido | 4-5   | 3-0    | Chepo FC         |                   |
| Tauro FC              | 1-0   | 0-1    | San Francisco FC | Tirs au but : 4-2 |

#### Finale
| 30 novembre 2008 | Deportivo Árabe Unido                                                            | 3:2 (a.p.) | Tauro FC                             | Stade Virgilio Tejeira (en) |  |
|                  | Orlando Rodríguez 30e · Orlando Rodríguez 66e · Victor Rene Mendieta Junior 111e | (1:1)      | Rolando Palma 5e · Edwin Aguilar 71e |                             |  |

## Bilan du tournoi
| Tableau d'Honneur     |                       |
| Compétition           | Vainqueur             |
| Tournoi Clausura 2008 | Deportivo Árabe Unido |

| Qualifications continentales 2009-2010 |                       |
| Ligue des champions                    | Qualifiés             |
| Tour Préliminaire                      | Deportivo Árabe Unido |

| Promotions et relégations |       |
| Relégué en Primera A      | Aucun |
| Promu de Primera A        | Aucun |

## Statistiques

### Buteurs
| Rang | Nom               | Équipe                | Buts |
| 1    | Orlando Rodríguez | Deportivo Árabe Unido | 18   |
| 2    | Luis Jaramillo    | Chepo FC              | 14   |
| 3    | Alberto Zapata    | San Francisco FC      | 13   |
| 4    | Manuel Mosquera   | Deportivo Árabe Unido | 11   |
| 4    | Brunet Hay        | Tauro FC              | 11   |
| 6    | 1 joueurs         | 1 joueurs             | 8    |